# Frontera Comalapa
La città di Frontera Comalapa è a capo dell'omonimo comune, nello stato del Chiapas, Messico. Conta 16 880 abitanti secondo le stime del censimento del 2005 e le sue coordinate sono 15°39'N 92°08'W.

Dal 1983, in seguito alla divisione del Sistema de Planeación, è ubicata nella regione economica VIII SOCONUSCO.